# 梅德韋日卡河
梅德韋日卡河（烏克蘭語：Медвежка），是東歐的河流，屬於普魯特河的左支流，發源自利普卡尼以南，流經烏克蘭德涅斯特区和摩爾多瓦，河道全長23公里。